# チュ・カンカソンポー
チュ・カンカソンポー（フランス語: Thu Kamkasomphou、1989年6月27日 - ）は、ラオスのサワンナケート県出身の女子卓球選手。フランス代表としてパラリンピックに出場しており、2000年のシドニーパラリンピック、2004年のアテネパラリンピック、2008年の北京パラリンピックの3回の出場経験を持つ。いずれも個人と団体に出場しており、すべてで金メダルか銅メダルのいずれかを獲得している。